# Cerithium litteratum
Cerithium litteratum är en snäckart som först beskrevs av Born 1778.  Cerithium litteratum ingår i släktet Cerithium och familjen Cerithiidae.

## Underarter
Arten delas in i följande underarter:
- C. l. semiferruginea
- C. l. litteratum